# Bab Iskender
Bab Iskender (arabisch باب إسكندر, DMG Bāb Iskandar, deutsch: „Alexander-Straße“, auch Östliche Meerenge, Kleine Meerenge, englisch: „Eastern strait“, „small strait“, „small pass“) ist der östliche Abschnitt der Meerenge Bab al-Mandab, die Ras Menheli (رأس منهلي‎) im Jemen, auf der Arabischen Halbinsel von Ra’s Siyyān, Dschibuti, am Horn von Afrika trennt. Die Meerenge ist etwa 2 Meilen (3,2 km) breit und 16 Faden (29 m) tief. Die jemenitische Insel Perim teilt die Meerenge in die beiden Kanäle, Bab Iskender und Dact-el-Mayun.